# Erzbistum Louisville
Das Erzbistum Louisville (lateinisch Archidioecesis Ludovicopolitana, englisch Archdiocese of Louisville) ist eine in den Vereinigten Staaten gelegene römisch-katholische Erzdiözese mit Sitz in Louisville, Kentucky.

## Geschichte

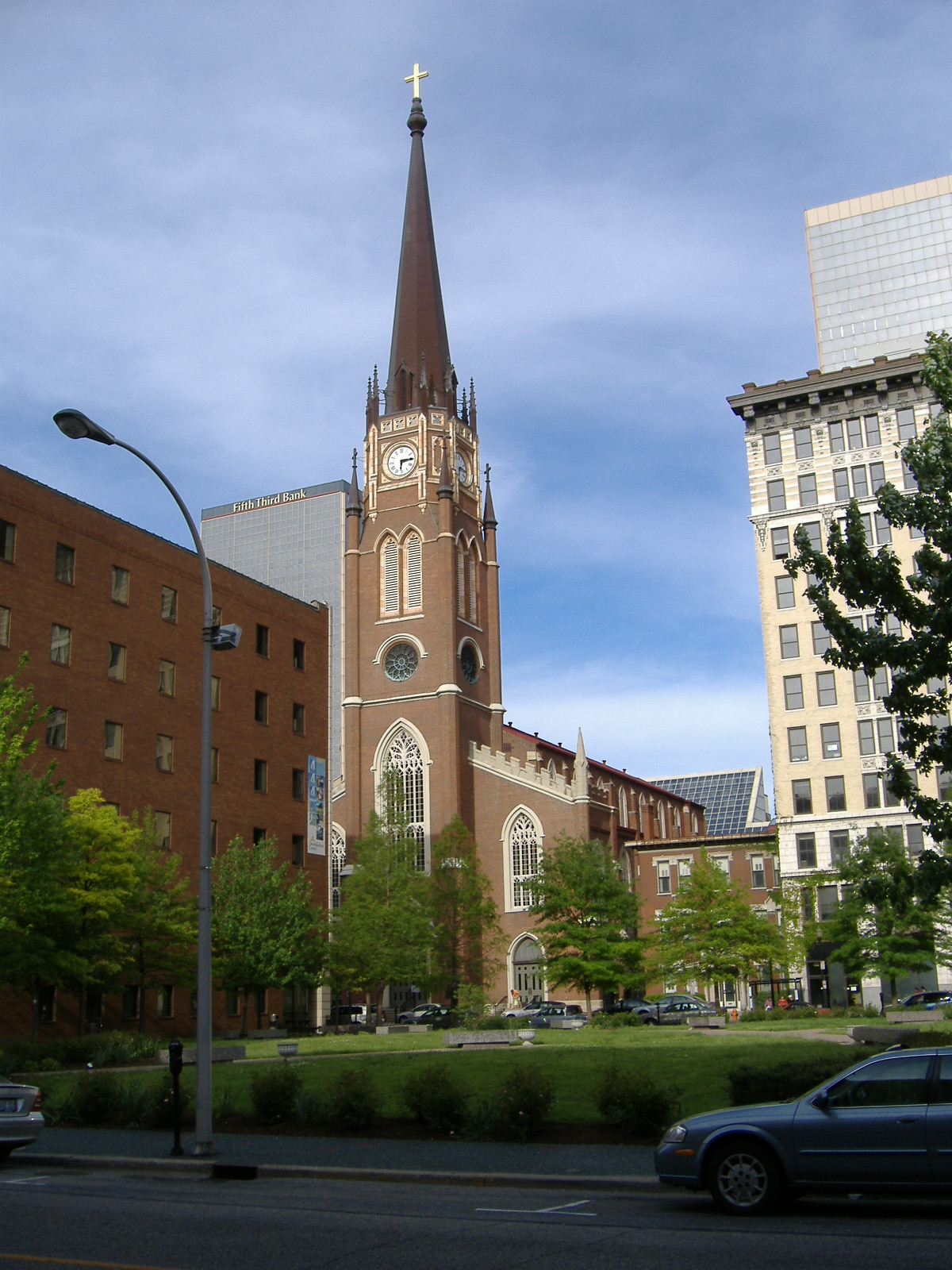
Cathedral of the Assumption in Louisville

Das Erzbistum Louisville wurde am 8. April 1808 durch Papst Pius VII. mit der Apostolischen Konstitution Ex debito aus Gebietsabtretungen des Erzbistums Baltimore als Bistum Bardstown errichtet. Es wurde dem Erzbistum Baltimore als Suffraganbistum unterstellt. Das Bistum Bardstown gab am 19. Juni 1821 Teile seines Territoriums zur Gründung des Bistums Cincinnati ab. Weitere Gebietsabtretungen erfolgten am 6. Mai 1834 zur Gründung des Bistums Vincennes und am 28. Juli 1837 zur Gründung des Bistums Nashville.
Am 13. Februar 1841 wurde das Bistum Bardstown in Bistum Louisville umbenannt. Das Bistum Louisville gab am 29. Juli 1853 Teile seines Territoriums zur Gründung des Bistums Covington ab. Eine weitere Gebietsabtretung erfolgte am 9. Dezember 1937 zur Gründung des Bistums Owensboro.
Am 10. Dezember 1937 wurde das Bistum Louisville durch Papst Pius XI. mit der Apostolischen Konstitution Quo christifidelium zum Erzbistum erhoben. Das Erzbistum Louisville gab am 14. Januar 1988 Teile seines Territoriums zur Gründung des Bistums Lexington ab.

## Territorium
Das Erzbistum Louisville umfasst die im Bundesstaat Kentucky gelegenen Gebiete Adair County, Barren County, Bullitt County, Casey County, Clinton County, Cumberland County, Green County, Hardin County, Hart County, Henry County, Jefferson County, LaRue County, Marion County, Meade County, Metcalfe County, Monroe County, Nelson County, Oldham County, Russell County, Shelby County, Spencer County, Taylor County, Trimble County und Washington County.

## Bischöfe von Bardstown
- Benedict Joseph Flaget PSS, 1808–1832
- John Baptist Mary David PSS, 1832–1833
- Benedict Joseph Flaget PSS, 1833–1841

## Bischöfe von Louisville
- Benedict Joseph Flaget PSS, 1841–1850
- Martin John Spalding, 1850–1864, dann Erzbischof von Baltimore
- Peter Joseph Lavialle, 1865–1867
- William George McCloskey, 1868–1909
- Denis O’Donaghue, 1910–1924
- John Alexander Floersh, 1924–1937

## Erzbischöfe von Louisville
- John Alexander Floersh, 1937–1967
- Thomas Joseph McDonough, 1967–1981
- Thomas Cajetan Kelly OP, 1981–2007
- Joseph Edward Kurtz, 2007–2022
- Shelton Fabre, seit 2022